# Todd Cantwell
Todd Owen Cantwell (* 27. února 1998 Dereham) je anglický profesionální fotbalista, který hraje na pozici záložníka za skotský klub Rangers FC. Mezi lety 2019 a 2021 odehrál 4 zápasy za anglickou reprezentaci do 21 let.

## Klubová kariéra
Profesionálně debutoval v FA Cupu proti Chelsea v lednu 2018 na Stamford Bridge.

## Osobní život
V roce 2020 se zúčastnil kvůli covidu-19 na eSportovém turnaji FIFA: Staying Home Cup a Plan B ve hře FIFA 20.